# 158 v. Chr.
Portal Geschichte | Portal Biografien | Aktuelle Ereignisse | Jahreskalender | Tagesartikel

◄ |
3. Jahrhundert v. Chr. |
2. Jahrhundert v. Chr. |
1. Jahrhundert v. Chr. |
►

◄ | 170er v. Chr. | 160er v. Chr. | 150er v. Chr. | 140er v. Chr. |
130er v. Chr. |
►

◄◄ | ◄ | 161 v. Chr. | 160 v. Chr. | 159 v. Chr. | 158 v. Chr. |
157 v. Chr. |
156 v. Chr. |
155 v. Chr. |
► |
►►
Staatsoberhäupter

## Ereignisse

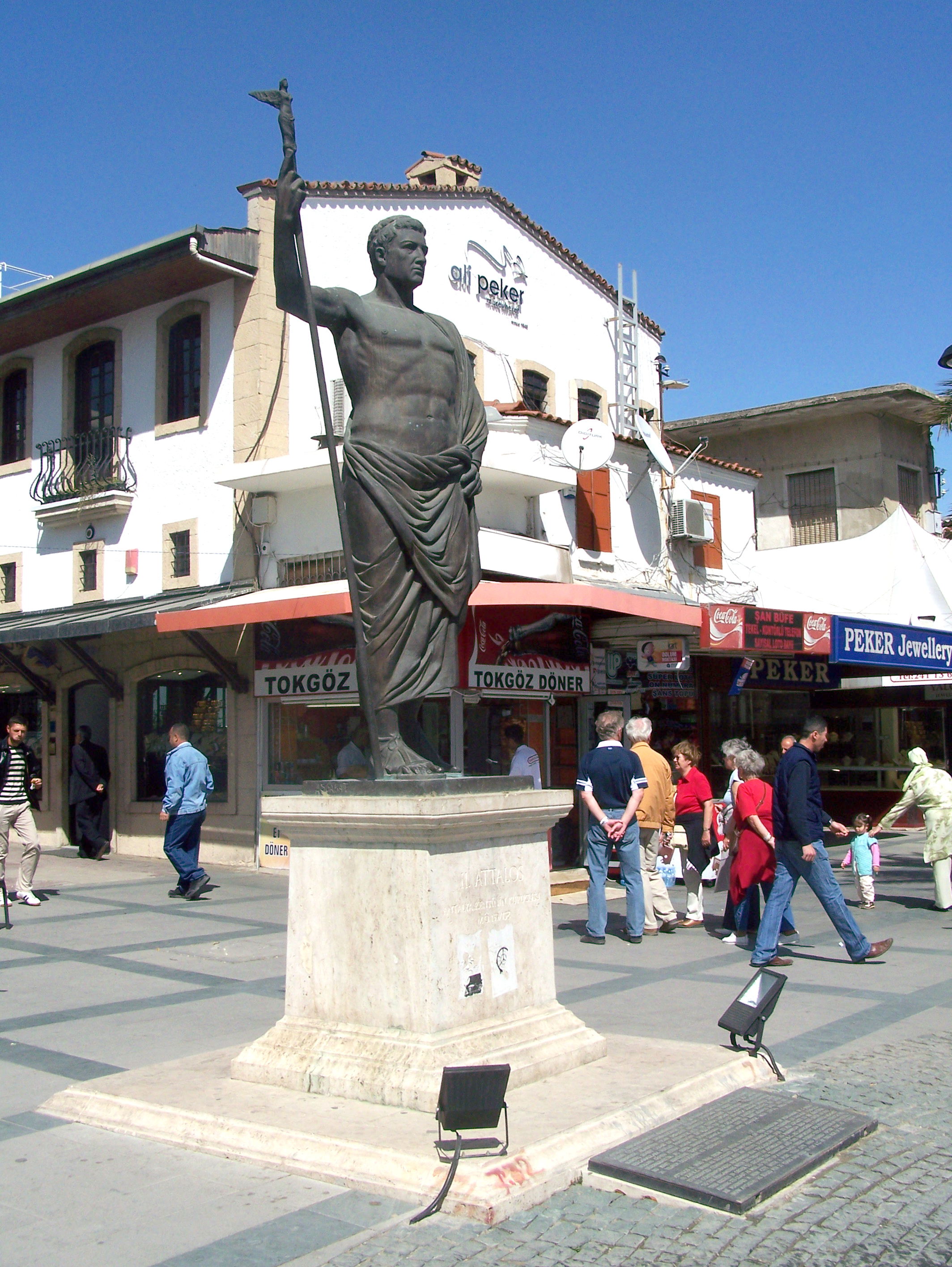
Skulptur des Attalos in Antalya

- Die Stadt Attaleia (heute Antalya) wird durch Attalos II., König von Pergamon, gegründet.

## Geboren
- um 158 v. Chr.: Sempronius Asellio, römischer Historiker († nach 91 v. Chr.)
- um 158 v. Chr.: Publius Rutilius Rufus, römischer Politiker († 78 v. Chr.)

## Gestorben
- Eumenes II., König von Pergamon (* 221 v. Chr.)
- Kōgen, legendärer Kaiser Japans (* 273 v. Chr.)

- 159/158 v. Chr.: Publius Terentius Afer, römischer Komödienautor (* zwischen 195 und 184 v. Chr.)